# Karl Julius Lohnert
Karl Julius Lohnert, född 27 oktober 1885 i Unteröwisheim, död 21 januari 1944 i Leipzig, var en tysk astronom. 
Mellan 1905 och 1907 assisterade Lohnert den tyske astronomen Max Wolf vid observatoriet i Heidelberg.
Han upptäckte totalt fyra asteroider, mellan 1906 och 1907.
Asteroiden 11434 Lohnert är uppkallad efter honom.

## Asteroider upptäckta av Lohnert
| 618 Elfriede | 17 oktober 1906 |
| 623 Chimaera | 22 januari 1907 |
| 635 Vundtia  | 9 juni 1907     |
| 639 Latona   | 19 juli 1907    |